# Philarète de Calabre
Saint Philarète, ou Philarète de Calabre ou encore Phliarète le Jardinier (Palerme 1020 - Palmi 1070), est un abbé basilien ascétique du XIe siècle. Il est vénéré comme un saint par l'Église catholique romaine et l'Église orthodoxe orientale, fêté le 6 avril.

## Vie
Il est né à Palerme en 1020 dans une famille d'origine calabraise qui le nomme Philippe en hommage au saint prêtre originaire de Thrace venu de la part du pape évangéliser la ville d'Agira en Sicile suscitant une grande dévotion. Expulsé lui-même dans l'île par les Sarrasins, Philippe est ensuite libéré.

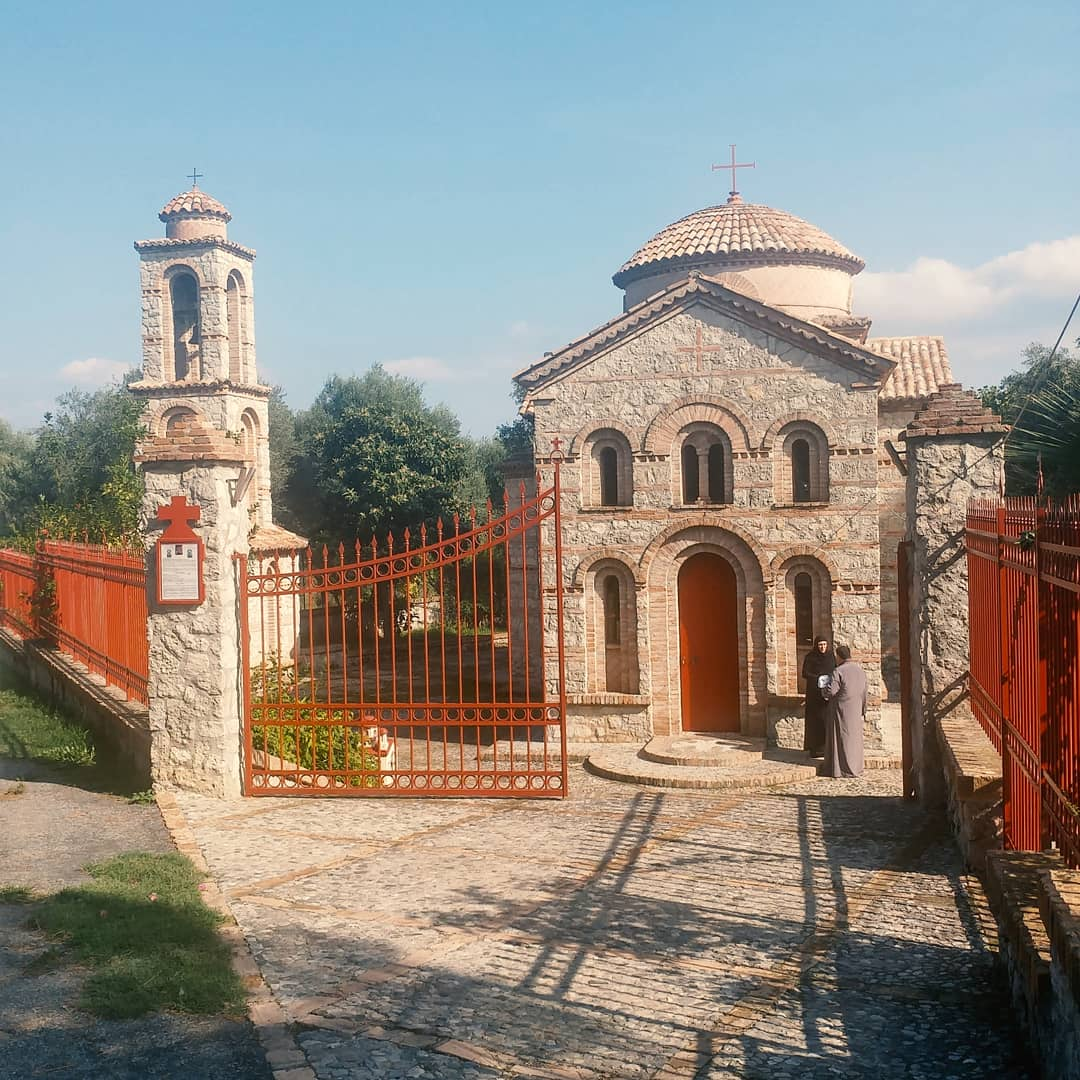
Monastère orthodoxe des Saints-Élie-et-Philarète à Seminara, Calabre, Italie.

Retour en Calabre en 1040. Philarète, qui vivait à Reggio, vient vivre avec ses parents à Sinopoli vers l'âge de 25 ans. Puis il décide de rejoindre le monastère de Saint Élie (de la Saline) de l'ordre des Basiliens situé près de Seminara au pied du mont Aulinas (aujourd'hui mont Saint Élie) dominant la ville de Palmi, et qui est le plus estimé de toute la région.
Sous la direction de l'higoumène Oreste qui le rebaptise Philarète, c'est-à-dire en Grec "celui qui aime la vertu" ou "l'amoureux de l'excellence", il y passe les 25 dernières années de sa vie en tant que gardien de troupeau, cultivateur, moine et ascète. Suivant l'exemple du fondateur du monastère, saint Élie d'Enna, il s'investit pleinement à ses charges. Généreux donateur de son temps, de ses efforts, de son argent et des produits de son travail aux pauvres, il finit par s'épuiser physiquement et tombe malade gravement à cinquante ans, mourant au matin du 6 avril 1070.
En peu de temps, son culte va se développer dans la région et son nom va être associé à celui du monastère à partir de 1072.
Après une longue  période d'oubli, le monastère a rouvert en 2005, toujours sous le nom de monastère des Saints Élie et Philarète mais devenant féminin sous la juridiction de l'archidiocèse orthodoxe d'Italie et de Malte, et du patriarcat œcuménique de Constantinople.